# Agua y aceite
Agua y aceite  é uma telenovela mexicana produzida e exibida pela Azteca entre 7 de janeiro e 22 de fevereiro de 2002. 
Foi protagonizada por Christian Bach e Humberto Zurita com antagonização de Aylín Mujica e Héctor Bonilla.

## Enredo
Julieta e Ernesto são como água e azeite: se estranham e se buscam, se amam e se odeiam. Não podem viver um sem o outro e são a combinação ideal.
Julieta é uma mulher bela, que fica viúva a seus trinta e oito anos, já que seu marido morre em um acidente automobilístico. A mulher não consegue se repor da perdida, e além se sente culpada porque ela era quem conduzia o automóvel naquela noite fatal. Sofre constantes pesadelos e desde aquele dia não voltou a trabalhar como repórter de televisão; prefere refugiar-se em um pequeno negocio próprio e dedicar-se a sua filha, Mariana, de 16 anos.
Ernesto é um jornalista reconhecido. Sua grande inteligencia e seu caráter explosivo o fizeram famoso nos meios informativos. Mas detrás dessa máscara de agressividade se oculta um homem justo e bondoso, um bom filho e o melhor dos pais. Sua mulher o abandonou muitos anos antes, quando lhe diagnosticaram autismo ao filho menor de ambos.
Ernesto e Julieta são convidados por um produtor de televisão para presentar um programa de análise e discussão sobre temas de atualidade. Desde seu primeiro encontro, a química entre Julieta e Ernesto é dinamite pura; os se atraem profunda e inevitavelmente, como os polos opostos de um imã. O produtor se da conta de imediato que o casal na televisão projetará muita energia, e assim começa o programa televisivo "Agua y Aceite". Ernesto e Julieta se apaixonam quase de imediato. No entanto, nenhum dos dois o quer reconhecer; em parte porque ambos consideram ao outro um ser arrogante, mas no fundo por um profundo temor de resultar machucados de novo.
No programa em que ambos trabalham os obrigam a trabalhar em equipe, graças ao qual os dois descobrem que tem muitas coisas em comum e que compartem a forma de ver a vida. Sempre que alguém ou algo ameaça o programa, Julieta e Ernesto lutam juntos.
No âmbito pessoal, a historia é muito diferente. Ernesto começa a se aproximar de Julieta e ainda que ela se sente muito atraída, resiste a possibilidade de refazer sua vida com outra pessoa. Mariana não facilita as coisas, já que é uma jovem inquieta que lhe dá a sua mãe constantes preocupações.

## Elenco
- Humberto Zurita .... Ernesto
- Christian Bach .... Julieta
- Aylín Mujica .... Deborah
- Héctor Bonilla .... Gerardo
- Mayra Rojas .... Patricia
- Gabriela Roel .... Silvia
- Verónica Merchant .... Margarita
- Xavier Massimi .... Francisco
- María Renée Prudencio .... Yolanda
- Martha Verduzco .... Catalina
- Guillermo Gil .... Don Gregorio
- Zoraida Gómez .... Mariana
- Jair De Rubin .... Josue
- Stephanie Salas .... Leticia
- Leonardo Daniel .... Hector
- Mauricio Bueno .... Alejandro
- Tania Arredondo .... Meylín
- Concepción Márquez .... Dorotea
- Miguel Ángel Ferriz .... Luis Vega
- Ernesto Godoy .... Armando
- Fabiola Campomanes .... Elena
- Constantino Costas .... Miguel
- René Campero .... Guero
- Tamara Guzmán .... Teresa
- Alma Moreno .... Maria
- Álvaro Carcaño .... Felipe
- Beatriz Cecilia .... Andrea
- Amara Villafuerte .... Elba
- Daniela Schmidt .... Verónica

## Repercussão
A telenovela só durou 1 mês e meio no ar, sendo cancelada e retirada do ar. Segundo a televisora, por baixo rating, mas segundo membros da produção, devido aos temas tratados na novela, que eram fortes demais para se transmitir naquele momento.
A produtora e também protagonista da história Christian Bach acusou a TV Azteca de censura, pelo fato de que os temas não puderam ser explorados e nem mostrados.